# 143
Évszázadok: 1. század – 2. század – 3. század
Évtizedek: 90-es évek – 100-as évek – 110-es évek – 120-as évek – 130-as évek – 140-es évek – 150-es évek – 160-as évek – 170-es évek – 180-as évek – 190-es évek
Évek: 138 – 139 – 140 – 141 –  142 – 143 – 144 – 145 – 146 – 147 – 148

## Események

### Római Birodalom
- Caius Bellicius Flaccus Torquatust (helyettese augusztustól Q. Junius Calamus) és Lucius Vibullius Hipparchus Tiberius Claudius Atticus Herodest (helyettese M. Valerius Junianus) választják consulnak.
- Rómában teljesen elkészül Traianus fóruma.

## Születések
- Han Csung-ti, kínai császár.

## Fordítás
- Ez a szócikk részben vagy egészben  a(z)   143 című német Wikipédia-szócikk ezen változatának fordításán alapul.  Az eredeti cikk szerkesztőit annak laptörténete sorolja fel. Ez a jelzés csupán a megfogalmazás eredetét és a szerzői jogokat jelzi, nem szolgál a cikkben szereplő információk forrásmegjelöléseként.